# Valle de Lecrín
Valle de Lecrín è una comarca della Spagna, situata nella provincia di Granada, in Andalusia.